# Dziedzice (powiat krapkowicki)
Dziedzice (dodatkowa nazwa w j. niem. Sedschütz, śl. Dziedzicy) – wieś w Polsce położona w województwie opolskim, w powiecie krapkowickim, w gminie Strzeleczki. Historycznie leży na Górnym Śląsku, na ziemi prudnickiej.
W latach 1945–1954 miejscowość należała do gminy Strzeleczki w powiecie prudnickim. W latach 1975–1998 miejscowość należała administracyjnie do ówczesnego województwa opolskiego.

## Nazwa
Topograficzny opis Górnego Śląska z 1865 roku notuje wieś pod obecnie używaną, polską nazwą Dziedzice, a także zgermanizowaną Dziedzütz we fragmencie "Dziedzütz (1531 Dziedzitze, 1534 Dziedzitz, polnisch Dziedzice)". 12 listopada 1946 r. nadano miejscowości, wówczas administracyjnie należącej do powiatu prudnickiego, polską nazwę Dziedzice.
W gwarach prudnickich nazwa miejscowości występuje jako Dziedzicy (odmiana: dzie miyszkył? w Dziedzicach; jadã do Dziedzic; miyndzy Prudnikã, a Dziedzicōma).

## Historia

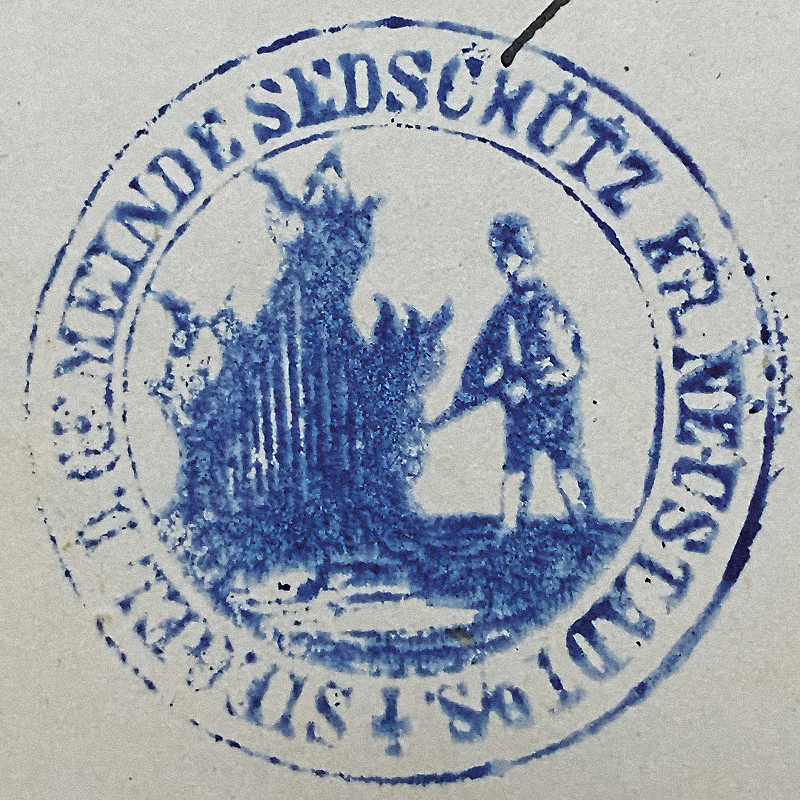
Pieczęć Dziedzic (1885)

Do 1742 wieś należała do powiatu sądowego głogóweckiego w Monarchii Habsburgów. Po I wojnie śląskiej znalazła się w granicach Królestwa Prus i weszła w skład powiatu prudnickiego w prowincji Śląsk. Wieś posiadała swoją własną pieczęć, która przedstawiała w polu smolarza dokładającego drwa do ogniska, a w otoku napis: SIEGEL D. GEMEINDE SEDSCHÜTZ KR. NEUSTADT O/S. (pol. Gmina Dziedzice, Powiat Prudnicki, Górny Śląsk).

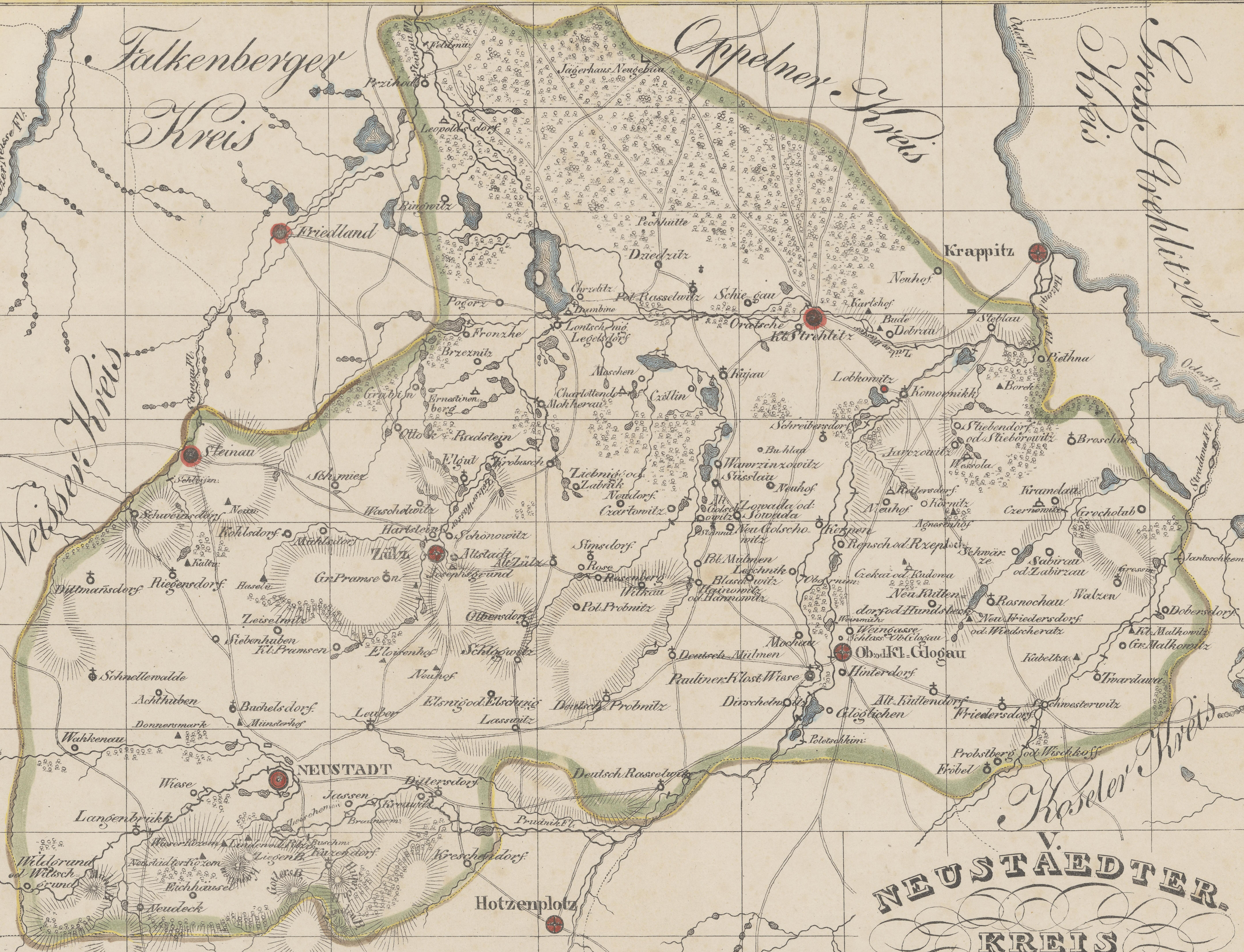
Dziedzice (Dziedzitz) wśród miejscowości ziemi prudnickiej na mapie z XIX wieku

Według spisu ludności z 1 grudnia 1910, na 1117 mieszkańców Dziedzic 33 posługiwało się językiem niemieckim, 976 językiem polskim, a 8 było dwujęzycznych. Dziedzice posiadały reprezentanta w Polskim Sejmie Dzielnicowym obradującym w grudniu 1918 w Poznaniu. W latach 20. XX wieku we wsi działało polskie kółko śpiewackie „Echo”. Pod przewodnictwem dyrektora szkoły Johanna Drehslera działała proniemiecka organizacja o nazwie Spielverein Germania-Sedschütz oraz powstała w 1920 propolska organizacja Spielverein Polonia. Od 1920 w Dziedzicach istniał również lokalny okręg organizacji Verband Heimattreuer Oberschlesier (Związek Wiernych Ojczyźnie Górnoślązaków), któremu przewodził sprzedawca Schnurpfeil.
W 1921 w zasięgu plebiscytu na Górnym Śląsku znalazła się tylko część powiatu prudnickiego. Dziedzice znalazły się po stronie wschodniej, w obszarze objętym plebiscytem, w obwodzie nr 9 powiatu prudnickiego. W lutym 1921 w Dziedzicach odbył się polski wiec oświatowy, w którym wzięło udział 300 osób. Uchwalono wówczas rezolucję protestującą przeciw tzw. „emigrantom plebiscytowym”. Po stronie polskiej w III powstaniu śląskim, w 3. kompanii prudnickiej służyli mieszkańcy Dziedzic. W latach 20. XX wieku w Dziedzicach powstał pomnik upamiętniający mieszkańców wsi, którzy zginęli podczas I wojny światowej (rozbudowany w 1991 o tablice z nazwiskami poległych w II wojnie światowej).
Cywile z Dziedzic i okolic byli wykorzystywani przez Sowietów do budowy okopów w rejonie Prężyny koło Prudnika od marca do maja 1945. Po II wojnie światowej, od marca do maja 1945 powiat prudnicki znajdował się pod kontrolą radzieckiej komendantury wojskowej. 11 maja 1945 polska administracja przejęła władzę cywilną w powiecie prudnickim. Mieszkańcom Dziedzic, posługującym się dialektem śląskim bądź znającym język polski, pozwolono pozostać we wsi po otrzymaniu polskiego obywatelstwa.
Do 1956 roku Dziedzice należały do powiatu prudnickiego. W związku z reformą administracyjną, w 1956 Dziedzice zostały odłączone od powiatu prudnickiego i przyłączone do nowo utworzonego krapkowickiego.

## Mieszkańcy

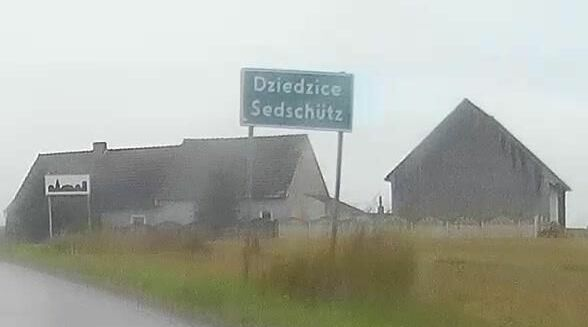
Tablica z podwójną nazwą przed wjazdem do Dziedzic od strony Prudnika

Liczba ludności wynosi 450 mieszkańców, a powierzchnia: 474 ha. Miejscowość zamieszkiwana jest przez mniejszość niemiecką oraz Ślązaków. Mieszkańcy wsi posługują się gwarą prudnicką, będącą odmianą dialektu śląskiego. Należą do podgrupy gwarowej nazywanej Podlesioki.

### Liczba mieszkańców wsi
- 1871 – 827[23]
- 1885 – 1032[24]
- 1905 – 1155[25]
- 1910 – 1117[11]
- 1933 – 1092[26]
- 1939 – 1156[26]
- 1966 – 531[27]
- 1998 – 455[28]
- 2002 – 454[28]
- 2009 – 450[28]
- 2010 – 447[29]
- 2011 – 445[28]
- 2021 – 423[28]

## Pomniki i obiekty upamiętniające

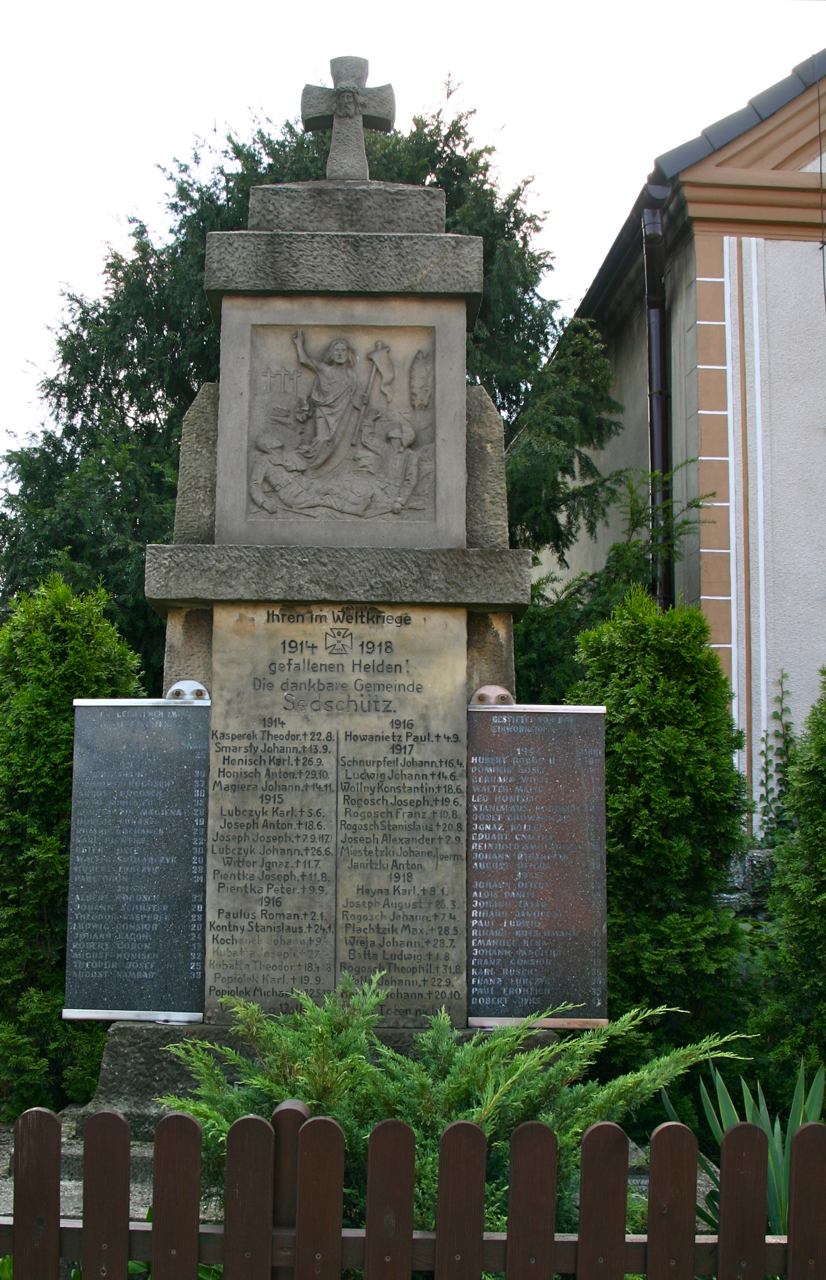
Pomnik poległych w I i II wojnie światowej

- Pomnik poległych w I i II wojnie światowej – pomnik w Dziedzicach powstały w latach 20. XX wieku jako upamiętnienie mieszkańców wsi, którzy polegli w I wojnie światowej. Umieszczono na nim motywy militarne: miecz i hełm. W 1991 dostawiono do niego dwie tablice z nazwiskami mężczyzn, którzy zginęli podczas II wojny światowej. Znajduje się na nim napis w języku niemieckim: Die Gefallen im zweiten Weltkrieg. Zgodnie z kryteriami w sprawie upamiętnień na obszarze RP żołnierzy niemieckich przyjętymi w uchwale Rady Ochrony Pamięci Walk i Męczeństwa w 1995, pomnik został uznany za nieprawidłowy[17].

## Transport
Dziedzice posiadają połączenia autobusowe z Moszną, Opolem, Prudnikiem, Krapkowicami, Smolarnią.
Transport autobusowy w Dziedzicach obsługiwany był przez PKS Prudnik. W 2004 prudnicki PKS został sprywatyzowany z udziałem Connex Polska. W 2008, w wyniku połączenia spółek PKS Connex Prudnik i PKS Connex Kędzierzyn-Koźle, utworzona została spółka Veolia Transport Opolszczyzna, w 2013 przejęta przez Arriva Bus Transport Polska. W 2019 Arriva wycofała się z Prudnika. Wówczas organizacją przewozów pasażerskich w Dziedzicach i okolicy zajęły się ościenne PKS-y. W grudniu 2021 powołano Powiatowo-Gminny Związek Transportu „Pogranicze”, mający na celu poprawę jakości transportu.

## Turystyka
Oddział PTTK „Sudetów Wschodnich” w Prudniku ustanowił turystyczną Odznakę Krajoznawczą Ziemi Prudnickiej, którą zdobywa się poprzez zwiedzenie odpowiedniej liczby obiektów w miejscowościach położonych na ziemi prudnickiej, w tym w Dziedzicach.

## Bezpieczeństwo
Do 1998 bezpieczeństwo pożarowe w Dziedzicach było nadzorowane przez Komendę Rejonową PSP w Prudniku.
Miejscowość jest pod opieką dzielnicowego rejonu służbowego nr 8 Komendy Powiatowej Policji w Krapkowicach.
Teren wsi, jak i całej gminy Strzeleczki, położony jest w strefie nadgranicznej w związku z czym Straż Graniczna dysponuje, na tym obszarze, specjalnymi kompetencjami w zakresie bezpieczeństwa. Gminę Strzeleczki obejmuje zasięgiem służbowym placówka Straży Granicznej w Opolu ze Śląskiego Oddziału SG.